# Vodafone 904SH
Vodafone 904SH（ボーダフォン904SH）及び、後のSoftBank 904SH（ソフトバンク904SH）は、シャープが開発し、当初はボーダフォン日本法人、その後はソフトバンクモバイルが販売するW-CDMA通信方式のVodafone 3G（現SoftBank 3G）サービスを利用可能な携帯電話端末。
VGA液晶を搭載して2006年（平成18年）4月15日発売。SoftBankロゴの新色も2006年（平成18年）9月23日に発売されている。

## 主なサービス・機能
- Vアプリ（現S!アプリ）（メガアプリ）
- TVコール
- ケータイカラオケV-kara
- 赤外線機能
- Macromedia Flash対応
- カスタムスクリーン
- バイリンガル
- QRコード読み取り・作成
- でか文字モード
- ケータイShoin4
- モーションコントロールセンサー搭載
- Vodafone live! NAVI（現S!GPSナビ）対応・モーションコントロールセンサー連動
- Vodafone live! FeliCa（現S!FeliCa）対応（2006年12月2日からモバイルSuicaにも対応）
- ボーダフォン機種で初めて顔認証機能搭載
- ボーダフォン機種で初めて無線ソフトウエア更新搭載
- Vodafone live! CAST（現S!CAST）対応
- Vodafone Address Book（現S!アドレスブック）対応
- デルモジ表示対応

## 特徴
新機能を5つ追加していることもあって「究極の全部入り」とも呼ばれている。
特に、ドットピッチが0.028×0.084ミリ、精細度は印刷物並みの332ppi（インチあたりのピクセル数）にものぼる世界初の2.4インチVGA液晶を搭載したメインディスプレイの表現力は圧倒的である。Vodafone live! NAVI（現S!GPSナビ）での地図表示時には、より細かい情報表示が可能となっている。カメラの方も3.2メガピクセル・AF・光学2倍ズーム対応と903SHと同様の機能を搭載しているがさらに904SHでは手ブレ補正機能も搭載している。さらに前述のVGA液晶を搭載しているだけあって、より美しい表示が可能である。また、カメラやナビを除いても、フォントをはじめとするほぼすべてのGUIでVGAの精密かつ高精細なものが使われている。全部入り端末のためか、現在のソフトバンクモバイルの全機種の中では新機種を含めても151gと最も重量級である。顔認証機能やソフトウェア更新といったサービスにもソフトバンクモバイルの端末では初搭載。
以前の Vodafone 3G（現SoftBank 3G）は世界共通のユーザーインターフェースを採用していたが、かなり不評であった。そのためこの機種では、PDCのものにかなり近いインターフェースを採用している（ただし、ボタン配列はPDC機種とは若干の変更がある）。
また、今まで動作のもたつきが多いとされていた3G機種だが、今機種ではかなりの動作スピードアップが図られている。
回転二軸形状の携帯電話（ディスプレイ部分が回転する仕様）ではサブディスプレイがない傾向が高く、前機種の Vodafone 903SHでも実際に廃止された。しかしこの機種ではモノクロ液晶タイプのサブディスプレイを搭載している。これにより閉じている状態でも電波状況や時間・不在着信などが確認できる。液晶のため常時点灯が可能。
Vodafone live! NAVI（現S!GPSナビ）起動時に時刻の自動修正を行う。
この機種以降、シャープ製のハイエンド端末（9xxSH）ではモーションコントロールセンサーや国際ローミング、GPS、ステレオスピーカー、インカメラ等が省略される傾向にあり、これらの機能をすべて搭載しているのは現在この機種と932SHのみになっている。
同期モデルの905SHとともにプリインストールのアプリが増えたのもこの機種からである。またこの機種のキーバックライトは青色である。

## 沿革
- 2003年10月 - CEATEC JAPAN 2003の展示ブースで、シャープが携帯電話向けとなる2.6インチ VGA（480×640ピクセル）液晶を展示。
- 2006年2月10日 - ボーダフォンがシャープと共同で2.4インチVGA液晶を搭載した携帯電話を開発中であることを発表。
- 2月13日 - バルセロナで開催の3GSM World Congressでシャープが携帯電話向けVGA液晶を披露。その際、開発中の904SHが実機として公開されたが、当然液晶から下の筐体はカバーにより隠れていたため謎となった。
- 2月28日 - 「904SH」発表
- 4月15日 - 「904SH」発売。ボーダフォンオンラインショップの新規価格は2万6040円。

## 不具合
- 2006年5月18日 - 最初にGPSで測位した日から、ある程度の日数が経過すると、GPS測位が正常に行なえなくなり、毎回、位置の精度がレベル1と表示される不具合(ナビアプリでもナビ機能が利用できない場合も)
- 2006年5月18日 - Vアプリが60件以上入っているメモリカードを使って、メモリカード内のVアプリを起動した場合、あるいは904SHとメモリカード間でVアプリを移動すると、904SH本体に記録されているVアプリのリストが表示されなくなり、さらに再起動しなくなる不具合
- 2006年5月18日 - 大容量ファイルが付いたMMSを送信している最中に受信メールを参照すると、送信中のMMSが文字化けする不具合
- 2006年6月19日 - タイトルの文字数が多い一部楽曲を着信音に設定できない不具合
- 2006年7月28日 - 特定の文字を入力すると画面が固まったり、強制的に再起動する不具合

これらは本端末からオンラインでソフトウェア更新することにより解消される。
- 2015年10月9日 - 2016年1月1日以降、日時を正しく表示が出来なくなる不具合。（ソフトウェア更新の対応策なし）